# 2016年U-15世界盃棒球賽
2016年U-15世界盃棒球賽（英語：2016 U-15 Baseball World Cup）是第18屆世界青少棒錦標賽，也是第3屆U-15世界盃棒球賽。2015年10月6日由WBSC於瑞士洛桑總部宣佈因日本於2011年發生地震，故本屆賽事決定於2016年7月29日至8月7日在日本舉辦，舉辦地點位於日本福島縣磐城市。由世界棒壘球聯盟辦理，選手年齡需為15歲或以下方能參賽。本屆標誌設計主視覺為概念化抽象藝術，代表的是整個棒球界以及棒球選手爭奪冠軍的象徵。參賽隊伍共有12組，以抽籤方式分成A、B兩組。而兩組中的分組前三名可往下比超級循環賽，4至6名打排名賽；超級循環賽中的第1、2名打冠軍戰，第3、4名打季軍戰，最終由古巴以9：4贏日本取得本屆冠軍，這也是古巴第6次奪冠。

## 賽事簡介
2016年U-15世界盃棒球賽是第18屆世界青少棒錦標賽，也是第3屆U-15世界盃棒球賽，選手年齡需為15歲或以下方能參賽。2015年10月6日，WBSC於瑞士洛桑總部宣佈2016年世界盃棒球賽事的地點、時間。因日本福島於2011年3月11日遭逢2011年東日本大地震，故決定於此舉辦這屆U-15，其主要目的是提升防災觀念認知和重建災區的意義。舉辦時間為2016年7月29日至8月7日，於福島磬城舉辦為期10天共50場的賽事，並且每天最多有6場賽事在同一天舉行。
WBSC會長Riccardo Fraccari表示：「能夠在日本福島舉辦2016年U-15世界盃棒球賽，實屬WBSC莫大榮幸，WBSC及所有夥伴致力於推展運動的益處和普世價值，進而建立一個更美好的社會與更加光明的未來。如果我們的運動有助於全世界了解災區重建作業並提升民心士氣，這便是一項偉大的責任與榮耀，同時對年輕選手而言也是一次重要的文化體驗」，本次U-15比賽場地分別於磐城綠棒球場、磐城市南部棒球場和磐城市平野球場三地進行，最終古巴以9：4贏日本取得本屆冠軍。

## 標誌設計
2016年U-15世界盃棒球賽主視覺為概念化抽象藝術，由英國大型活動品牌專家WORKS設計。棒球手套代表WBSC和其142個分布於非洲、亞洲、美洲、歐洲和大洋洲的會員國，也同時顯現棒球運動的全球性，而五個幾何圖形則是以透明般的通用色彩配色。手套中心是一顆以白底紅線的棒球，代表的不僅是整個棒球界，更是世界棒球選手們爭奪冠軍的象徵。

## 賽事規定
9局制，不採用指定擊球手制度，若5局相差超過15分或7局相差超過10分則提前結束比賽。
最終戰（季軍決定戰可以應用）之外的投球數的限制：
投35球以下隔天可不用休息、36至50球至少需休息1日、51至65球至少需休息2日、66至80球至少需休息3日、81至95球至少休息日4日（超過95球的投球數不被承認）。
若9局打完平手進入延長賽時，從無人出局一、二壘有人重新開始（突破僵局制）。

## 參賽隊伍
12個參賽隊伍在獲得第3屆U-15棒球世界盃參賽資格的隊伍經過抽籤之後，分為以下各有六隊的兩組：
| A組      | B組      |
| -------- | -------- |
| 日本     | 美国     |
| 韓國     | 中華臺北 |
| 古巴     | 委內瑞拉 |
|          | 墨西哥   |
| 捷克     | 巴拿马   |
| 哥伦比亚 | 新西兰   |

## 賽程結果
所有時間為日本標準時間（UTC+9）。

### 預賽

#### A組
| 隊伍     | 勝 | 負 | 勝率  | 勝差 | 總得分 | 總失分 | 排名     |
| -------- | -- | -- | ----- | ---- | ------ | ------ | -------- |
| 日本     | 5  | 0  | 1.000 | -    | 57     | 10     | A組第1名 |
| 古巴     | 3  | 2  | 0.600 | 2    | 23     | 14     | A組第2名 |
| 哥伦比亚 | 3  | 2  | 0.600 | 2    | 37     | 24     | A組第3名 |
|          | 2  | 3  | 0.400 | 3    | 32     | 36     | A組第4名 |
| 捷克     | 1  | 4  | 0.200 | 4    | 19     | 49     | A組第5名 |
|          | 1  | 4  | 0.200 | 4    | 7      | 42     | A組第6名 |

| 7月29日 09:00 | 捷克 | 4－14 （F/7） 比賽紀錄 |  | 磐城綠棒球場 觀眾數: 180 |

| 7月29日 13:00 | 哥伦比亚 | 0－5 比賽紀錄 | 古巴 | 磐城市南部棒球場 觀眾數: 150 |

| 7月29日 19:00 | 日本 | 13 – 0 （F/7） 比賽紀錄 |  | 磐城綠棒球場 觀眾數: 1,500 |

| 7月30日 13:30 |  | 0－10 （F/7） 比賽紀錄 | 捷克 | 磐城市平野球場 觀眾數: 120 |

| 7月30日 13:30 | 哥伦比亚 | 10－5 比賽紀錄 |  | 磐城綠棒球場 觀眾數: 400 |

| 7月30日 18:00 | 古巴 | 0－4 比賽紀錄 | 日本 | 磐城綠棒球場 觀眾數: 5,000 |

| 7月31日 10:00 | 捷克 | 4－9 比賽紀錄 | 哥伦比亚 | 磐城市南部棒球場 觀眾數: 150 |

| 7月31日 13:30 |  | 4－15 （F/7） 比賽紀錄 | 日本 | 磐城綠棒球場 觀眾數: 5,000 |

| 7月31日 15:00 |  | 3－4 比賽紀錄 | 古巴 | 磐城市南部棒球場 觀眾數: 200 |

| 8月1日 10:00 |  | 0－12 （F/7） 比賽紀錄 | 哥伦比亚 | 磐城市南部棒球場 觀眾數: 50 |

| 8月1日 13:30 | 古巴 | 3－6 比賽紀錄 |  | 磐城綠棒球場 觀眾數: 300 |

| 8月1日 18:00 | 日本 | 15－0 （F/5） 比賽紀錄 | 捷克 | 磐城綠棒球場 觀眾數: 2,000 |

| 8月2日 09:00 |  | 3－4 比賽紀錄 |  | 磐城綠棒球場 觀眾數: 200 |

| 8月2日 15:00 | 捷克 | 1－11 （F/8） 比賽紀錄 | 古巴 | 磐城市南部棒球場 觀眾數: 300 |

| 8月2日 18:00 | 哥伦比亚 | 6－10 比賽紀錄 | 日本 | 磐城綠棒球場 觀眾數: 4,000 |

#### B組
| 隊伍     | 勝 | 負 | 勝率  | 勝差 | 總得分 | 總失分 | 排名     |
| -------- | -- | -- | ----- | ---- | ------ | ------ | -------- |
| 美国     | 5  | 0  | 1.000 | -    | 65     | 7      | B組第1名 |
| 巴拿马   | 3  | 2  | 0.600 | 2    | 33     | 27     | B組第2名 |
| 委內瑞拉 | 3  | 2  | 0.600 | 2    | 45     | 23     | B組第3名 |
| 中華臺北 | 2  | 3  | 0.400 | 3    | 34     | 46     | B組第4名 |
| 墨西哥   | 2  | 3  | 0.400 | 3    | 25     | 42     | B組第5名 |
| 新西兰   | 0  | 5  | 0.000 | 5    | 12     | 69     | B組第6名 |

| 7月29日 09:00 | 墨西哥 | 1－11 （F/7） 比賽紀錄 | 委內瑞拉 | 磐城市南部棒球場 觀眾數: 200 |

| 7月29日 12:00 | 新西兰 | 1－16 （F/6） 比賽紀錄 | 巴拿马 | 磐城市平野球場 觀眾數: 100 |

| 7月29日 13:00 | 中華臺北 | 3－18 （F/5） 比賽紀錄 | 美国 | 磐城綠棒球場 觀眾數: 240 |

| 7月30日 09:00 | 巴拿马 | 6－4 比賽紀錄 | 中華臺北 | 磐城綠棒球場 觀眾數: 600 |

| 7月30日 10:00 | 墨西哥 | 11－3 比賽紀錄 | 新西兰 | 磐城市南部棒球場 觀眾數: 150 |

| 7月30日 15:00 | 委內瑞拉 | 2－4 比賽紀錄 | 美国 | 磐城市南部棒球場 觀眾數: 300 |

| 7月31日 09:00 | 墨西哥 | 8－9 比賽紀錄 | 中華臺北 | 磐城綠棒球場 觀眾數: 841 |

| 7月31日 13:30 | 委內瑞拉 | 16－3 （F/7） 比賽紀錄 | 新西兰 | 磐城市平野球場 觀眾數: 100 |

| 7月31日 18:00 | 美国 | 11－1 （F/7） 比賽紀錄 | 巴拿马 | 磐城綠棒球場 觀眾數: 200 |

| 8月1日 09:00 | 中華臺北 | 8－10 比賽紀錄 | 委內瑞拉 | 磐城綠棒球場 觀眾數: 500 |

| 8月1日 13:30 | 新西兰 | 1－16 （F/6） 比賽紀錄 | 美国 | 磐城市平野球場 觀眾數: 100 |

| 8月1日 15:00 | 巴拿马 | 3－5 比賽紀錄 | 墨西哥 | 磐城市南部棒球場 觀眾數: 250 |

| 8月2日 10:00 | 巴拿马 | 7 －6 比賽紀錄 | 委內瑞拉 | 磐城市南部棒球場 觀眾數: 200 |

| 8月2日 13:30 | 美国 | 16－0 （F/6） 比賽紀錄 | 墨西哥 | 磐城市平野球場 觀眾數: 250 |

| 8月2日 13:30 | 新西兰 | 4－10 比賽紀錄 | 中華臺北 | 磐城綠棒球場 觀眾數: 200 |

### 超級循環賽
- 預賽對戰成績計入排名。

| 隊伍     | 勝 | 負 | 勝率  | 勝差 | 總得分 | 總失分 | 排名                |
| -------- | -- | -- | ----- | ---- | ------ | ------ | ------------------- |
| 日本     | 4  | 1  | 0.800 | -    | 12     | 6      | 複賽第1名（冠軍戰） |
| 古巴     | 4  | 1  | 0.800 | -    | 20     | 6      | 複賽第2名（冠軍戰） |
| 美国     | 3  | 2  | 0.600 | 1    | 12     | 20     | 複賽第3名（季軍戰） |
| 巴拿马   | 2  | 3  | 0.400 | 2    | 17     | 11     | 複賽第4名（季軍戰） |
| 委內瑞拉 | 1  | 4  | 0.200 | 3    | 7      | 15     | 第5名               |
| 哥伦比亚 | 1  | 4  | 0.200 | 3    | 14     | 24     | 第6名               |

| 8月4日 09:00 | 哥伦比亚 | 4－14 （F/8） 比賽紀錄 | 巴拿马 | 磐城綠棒球場 觀眾數: 100 |

| 8月4日 13:30 | 古巴 | 11－2 比賽紀錄 | 美国 | 磐城綠棒球場 觀眾數: 300 |

| 8月4日 18:00 | 委內瑞拉 | 0－8 比賽紀錄 | 日本 | 磐城綠棒球場 觀眾數: 800 |

| 8月5日 09:00 | 古巴 | 5－2 比賽紀錄 | 巴拿马 | 磐城綠棒球場 觀眾數: 160 |

| 8月5日 15:00 | 哥伦比亚 | 3－5 比賽紀錄 | 委內瑞拉 | 磐城市南部棒球場 觀眾數: 150 |

| 8月5日 18:00 | 美国 | 5－2 比賽紀錄 | 日本 | 磐城綠棒球場 觀眾數: 4,500 |

| 8月6日 09:00 | 委內瑞拉 | 2－4 比賽紀錄 | 古巴 | 磐城綠棒球場 觀眾數: 120 |

| 8月6日 13:30 | 哥伦比亚 | 7－5 （F/10） 比賽紀錄 | 美国 | 磐城綠棒球場 觀眾數: 105 |

| 8月6日 18:00 | 巴拿马 | 1－2 比賽紀錄 | 日本 | 磐城綠棒球場 觀眾數: 2,000 |

### 排名賽
| 隊伍     | 勝 | 負 | 勝率  | 勝差 | 總得分 | 總失分 | 排名   |
| -------- | -- | -- | ----- | ---- | ------ | ------ | ------ |
| 中華臺北 | 5  | 0  | 1.000 | -    | 23     | 6      | 第7名  |
|          | 3  | 2  | 0.600 | 2    | 28     | 9      | 第8名  |
| 墨西哥   | 3  | 2  | 0.600 | 2    | 21     | 23     | 第9名  |
| 捷克     | 2  | 3  | 0.400 | 3    | 14     | 19     | 第10名 |
|          | 2  | 3  | 0.400 | 3    | 32     | 27     | 第11名 |
| 新西兰   | 0  | 5  | 0.000 | 5    | 11     | 45     | 第12名 |

| 8月4日 10:00 | 新西兰 | 0－10 （F/7） 比賽紀錄 | 捷克 | 磐城市南部棒球場 觀眾數: 50 |

| 8月4日 13:30 |  | 2－8 比賽紀錄 | 中華臺北 | 磐城市平野球場 觀眾數: 25 |

| 8月4日 15:00 | 墨西哥 | 4－14 （F/7） 比賽紀錄 |  | 磐城市南部棒球場 觀眾數: 100 |

| 8月5日 10:00 |  | 25－11 比賽紀錄 | 新西兰 | 磐城市南部棒球場 觀眾數: 150 |

| 8月5日 13:30 | 捷克 | 4－9 比賽紀錄 | 墨西哥 | 磐城市平野球場 觀眾數: 70 |

| 8月5日 13:30 |  | 4－5 比賽紀錄 | 中華臺北 | 磐城綠棒球場 觀眾數: 200 |

| 8月6日 10:00 | 新西兰 | 0－10 （F/7） 比賽紀錄 |  | 磐城市南部棒球場 觀眾數: 50 |

| 8月6日 13:30 | 捷克 | 0－10 （F/8） 比賽紀錄 | 中華臺北 | 磐城市平野球場 觀眾數: 70 |

| 8月6日 15:00 |  | 5－8 比賽紀錄 | 墨西哥 | 磐城市南部棒球場 觀眾數: 100 |

### 季軍賽
| 8月7日 10:00 | 巴拿马 | 3－8 比賽紀錄 | 美国 | 磐城綠棒球場 觀眾數: 500 |

### 冠軍賽
| 8月7日 14:30 | 古巴 | 9－4 比賽紀錄 | 日本 | 磐城綠棒球場 觀眾數: 3,000 |

## 排名與獎項
| 名次 | 國家     | 名次 | 國家     |
| ---- | -------- | ---- | -------- |
| 1    | 古巴     | 7    | 中華臺北 |
| 2    | 日本     | 8    |          |
| 3    | 美国     | 9    | 墨西哥   |
| 4    | 巴拿马   | 10   | 捷克     |
| 5    | 委內瑞拉 | 11   |          |
| 6    | 哥伦比亚 | 12   | 新西兰   |

### 個人獎項
本次比賽，分別有7個國家球員共10人獲選成為2016年U-15全明星隊。
| U-15全明星隊 | U-15全明星隊    | U-15全明星隊 |
| 守備位置     | 獲選球員        | 所屬隊伍     |
| ------------ | --------------- | ------------ |
| 先發投手     | Livian Chaviano | 古巴         |
| 救援投手     | Miguel Rondon   | 委內瑞拉     |
| 捕手         | Jared Guerrero  | 墨西哥       |
| 一壘手       | Justin Campbell | 美国         |
| 二壘手       | Yumeto Taguchi  | 日本         |
| 三壘手       | Malcom Nunez    | 古巴         |
| 游擊手       | Daniel Castillo | 古巴         |
| 外野手       | 簡瑞文          | 中華臺北     |
| 外野手       | Kenji Ino       | 日本         |
| 外野手       | Kyunpyo Ko      |              |

| 個人獎項     | 個人獎項         | 個人獎項 |
| 守備位置     | 獲選球員         | 所屬隊伍 |
| ------------ | ---------------- | -------- |
| 打擊王       | NuÑez Villanueva | 古巴     |
| 防禦率王     | 及川雅貴         | 日本     |
| 勝投王       | Noel Suarez      | 巴拿马   |
| 打點王       | Jesus Alejandro  | 委內瑞拉 |
| 全壘打王     | Minsung Cho      |          |
| 盜壘王       | NuÑez Villanueva | 古巴     |
| 得分王       | 稻生賢二         | 日本     |
| 最佳守備     | 田口夢人         | 日本     |
| 最有價值球員 | Loidel Chapelli  | 古巴     |

## 外部連結
- 2016年U-15世界盃棒球賽官方網站 （中文）（日語）（西班牙文）（英文）